# Nanjiao
Nanjiao (南郊) is een stadswijk van de stad Datong in de provincie Shanxi in China. 
De oppervlakte is 966 km² en het aantal inwoners is 280.000. Nanjiao ligt ten zuiden van de binnenstad. 
Heiliushui Heropvoeding door werk was een werkkamp in de plaats Heiliushui, die bij Nanjiao hoort. 